# 이선호 (1881년)
이선호(李選鎬, 1881년 음력 9월 1일 ~ ?)는 대한제국과 일제강점기의 관료이다.

## 생애
함경남도 신흥군 가평면 출신이다. 함흥에서 소학교를 졸업하고 1898년에 관립한성일어학교에 입학하여 1900년에 졸업하였다. 학교 졸업 후 판임관 6등의 공무원이 되어 모교인 함흥공립소학교 교원으로 임용되었다.
1903년에는 홍원군으로, 1905년에는 정평군으로 전임하여 공립소학교 교원으로 계속 근무하였다. 1907년에 탁지부 세무주사가 되면서 관계로 옮기게 되었다. 이듬해에는 탁지부의 재무감독국 주사로 이동하였다. 품계는 6품이었다.
1910년에 한일 병합 조약이 체결되면서 조선총독부 군서기로 채용되었다. 함경남도 재무부 세무계 근무를 거쳐 덕원군과 함흥부, 함경남부 제2부 등에서 관리로 재직하였다.
1923년 4월에 리원군 군수로 발탁되었다. 이후 홍원군과 안변군, 단천군, 덕원군 군수를 차례로 지냈다. 덕원군수로 재직 중이던 1935년에 총독부가 편찬한 《조선공로자명감》에 353명의 공로자 중 한 명으로 기재되어 있다. 총독부가 시정 25주년을 기념하여 표창한 표창자 명단에도 들어 있다.
1937년에 잡지 《삼천리》가 조선인 관리들에게 조선에서 이루어져야 할 희망사항을 묻는 기사를 실었을 때, 산과 물을 다스리는 치산치수가 중요하다고 답한 바 있다. 이때 덕원군수로 재직 중이었으며, 곧 퇴임했다. 퇴관 직전인 1936년을 기준으로 정6위 훈5등에 서위되어 있었다.
2008년 민족문제연구소가 공개한 민족문제연구소의 친일인명사전 수록예정자 명단 중 관료 부문에 포함되었다.

## 참고자료
- 이선호(李選鎬) - 국사편찬위원회